# Rumelihisarı
Rumelihisarı o Rumeli Hisarı (turc), Rumelihisari, Rumeli Hisari o fortalesa de Rumèlia és una fortalesa situada a Istanbul, Turquia, en un turó al costat europeu del Bòsfor, al nord del barri Bebek, en el districte de Sarıyer i que dona nom al barri del seu voltant. Fou construïda pel soldà otomà Mehmet II entre 1451 i 1452, abans de la seva conquesta de Constantinoble. A les tres grans torres se'ls posà el nom dels tres visirs de Mehmet, Çandarli Halil Paixà, que construí la torre gran prop de la porta, Zağanos Paixà, que construí la del sud, i Sarıca Paixà, la del nord.